# Пивоваров, Валерий Константинович
Валерий Константинович Пивоваров (укр. Валерій Костянтинович Пивоваров; род. 17 ноября 1934) — украинский дипломат и педагог. Временный поверенный в делах Украины в Гвинейской Республике (1993—1996). Чрезвычайный и полномочный посол Украины в Гвинее (30 октября 1996 — 13 июля 1998).

## Биография
Валерий Пивоваров родился 17 ноября 1934 года в Ленинграде. В 1939 году, после окончания отцом института, семья переехала в Киев (Украинская ССР). В 1939 году 23 июля в семье Пивоваровых родился 2-й сын — Анатолий, брат Валерия. В 1941 году семья поехала в эвакуацию в Саратовскую область, Широко-Буеракский район, с. Посёлок, где в 1942 году, Валерий пошёл в школу.
Отец Валерия Пивоваров Константин Иванович родился 12 июня 1908 года в селе Высочино области Войска Донского в семье казака, а мать Рынейская София Адамовна родилась 30 сентября 1910 года в Санкт-Петербурге. Его родители познакомились в Петрограде, где отец учился в Железнодорожном институте, и поженились 23 января 1923 года.
3 октября 1943 года в семье родился 3-й сын Георгий, младший брат Валерия.
В 1943 году семья вернулась в Киев, где Валерий продолжил учёбу в 63-й школе. После 4-го класса он перешёл в 91-ю школу, а после 7-го класса в 54-ю среднюю школу, которую и окончил в 1953 году.
В 1953—1958 годах Валерий Пивоваров учился в КИСИ (Киевский Инженерный Строительный Институт). В 1950 году начал заниматься баскетболом в СО «Динамо Киев», и продолжил в команде КИСИ.
В 1959 году работал в Киевском филиале центрального проектного института № 20 Министерства Обороны.
В 1960 году поступил в аспирантуру на кафедру Оснований и фундаментов КИСИ, которую окончил в 1963 году.
В 1961 году познакомился с Киселёвой Инессой Александровной на соревнованиях по баскетболу, на которой женился 5 февраля 1962 в Ленинграде.
На кафедре Оснований и фундаментов работал с 1963 года в должностях ассистента, старшего преподавателя, доцента.
В 1964 году 9 октября родилась дочь Юлия.
В 1969 году защитил диссертацию как кандидат технических наук, после чего с семьёй отбыл в командировку в Камбоджу преподавать в университете, откуда вернулся досрочно после Полпотовского переворота.
В 1971 году 11 января родилась вторая дочь Наталия.
В 1971—1976 годах работал доцентом в Политехническом Университете в городе Алжир (Алжир).
С 1986—1989 годах работал деканом по работе с иностранными студентами в КИСИ.
С 1990—1993 годах работал проректором КИСИ по работе с иностранными студентами.
В 1993 году перевёлся на работу в Министерство иностранных дел Украины и был назначен Чрезвычайным и полномочным послом в Гвинее, где проработал до 1998 года.
Имеет награды от правительства Гвинеи.
По возвращении вышел на пенсию.
В настоящее время проживает в Киеве (Украина).